# 望月太郎
望月 太郎（もちづき たろう、1947年2月19日 - ）は、日本の俳優。神奈川県出身。日本大学卒。

## 来歴・人物
劇団四季出身。1970年代から多くの作品に出演しているバイプレイヤー。
1970年代の刑事ドラマでは、天知茂主演の『非情のライセンス』や平幹二朗主演の『はぐれ刑事』に若手刑事役としてセミレギュラー出演した。1980年代以降は2時間ドラマへの出演が数多くある。
東京・恵比寿の『東京アナウンスアカデミー』にて、放送タレントコース基礎科の講師も務める。現在は同校の声優養成コース、声優実践コースの講師を務める傍ら、劇団邪馬台国を主宰し、演出・演技指導をしている。

## 出演

### 映画
- 世界名作童話 白鳥の王子（1977年、東映） - フリードリッヒ王 ＊アニメ作品
- 月山（1979年、エキプド・シネマ） - 石田
- 巣立ちのとき 教育は死なず（1981年、共同映画） - 渡辺
- 汚れた英雄（1982年、東映 / 角川春樹事務所） - 清水
- ピンクのカーテン（1982年、にっかつ） - 三田村
- ピンクのカーテン2（1982年、にっかつ） - 三田村
- ピンクのカーテン3（1983年、にっかつ） - 三田村
- セカンド・ラブ（1983年、東映）
- 刺青（1984年、にっかつ）
- 秘色リース妻（1984年、にっかつ） - 宇沙美康明
- ベッド・パートナー（1988年、にっかつ） - 伏見
- 集団左遷（1994年、東映）
- のど自慢（1999年、東宝） - 支店長

### オリジナルビデオ
- 秘色リース妻（1984年、にっかつ）
- 新書ワル3 激情篇（1993年、タキコーポレーション）
- 新書ワル4 決着篇（1994年、タキコーポレーション）
- 真・雀鬼15 雀神VS雀鬼! 120時間の死闘（2003年、竹書房）

### テレビドラマ
- 女人平家（1971年 - 1972年、ABC） - 小六郎
- 非情のライセンス 第2シリーズ（1974年 - 1975年、NET / 東映） - 南刑事
- はぐれ刑事（1975年、NTV / 国際放映） - 坂田刑事
- Gメン'75 第34話「警視庁の中のスパイ」（1976年、TBS / 東映） - 捜査四課刑事
- 水戸黄門（TBS / C.A.L）
  - 第7部 第9話「群狼の罠 -松前-」（1976年7月19日）
  - 第8部
    - 第9話「人情しだれ柳 -岡崎-」（1977年9月12日）
    - 第16話「非情の対決 -橋本-」（1977年10月31日） - 卯助

  - 第9部 第12話「二人いた弥七 -新潟-」（1978年10月23日） - 太吉
  - 第10部 第21話「じゃじゃ馬娘はお医者様 -岩村-」（1980年1月7日） - 喜作 ※ノンクレジット
  - 第23部 第25話「怨念!化け猫騒動 -佐賀-」（1995年1月30日） - 近藤左内
- チーちゃんごめんね（1977年、12ch）
- 太陽にほえろ!（NTV / 東宝）
  - 第326話「捜査」（1978年） - 伊藤刑事
  - 第363話「13日金曜日ボン最期の日」、第364話「スニーカー刑事登場!」（1979年） - 倉田昭夫
  - 第685話「ロッキーの白いハンカチ」（1986年） - 間宮一之
- 大空港 第29話「戦慄! 空港VIP室占拠事件」（1979年、CX / 松竹） - 江川俊一
- ミラクルガール （1980年、12Ch / 東映）
  - 第1話「プロ野球のエースを救え 殺人鬼の標的（ターゲット）」
  - 第2話「パンダ爆撃 三億円の照準」
  - 第5話「包囲線のメロディ」
  - 第11話「復讐は女の匂い」
- ウルトラマン80 第13話「必殺! フォーメーション・ヤマト」（1980年、TBS / 円谷プロ） - 技官
- 大捜査線 第28話「贋札遊戯」（1980年、CX / ユニオン映画）
- 走れ! 熱血刑事 第7話「きみはUFOをみたか?」（1980年、ANB）
- プロハンター 第17話「南に消えた男」（1981年、NTV / セントラル・アーツ）
- 旅がらす事件帖 第25話「怒りに血煙る甲州路」（1981年、KTV / 国際放映） - 板倉伝七郎
- 傑作推理劇場 / 砂の密室（1981年、ANB / 松竹）
- 幻之介世直し帖 第4話「はやぶさが挑んだ大爆発の罠」（1981年、NTV / 国際放映） - 児玉勝之助
- 御宿かわせみ 第2シリーズ 第6話「三つ橋渡った」（1982年、NHK） - 清兵衛
- ハウスこども傑作劇場 / ぼくは小さなカメラマン（1982年、ANB / 東映）
- 特捜最前線（ANB / 東映）
  - 第270話「赤い髪の女!」（1982年） - 中村洋一
  - 第382話「殺意が配達された朝!」（1984年）
  - 第484話「鉢植の墓標・風俗ギャル殺人事件!」（1986年）
- ロボット8ちゃん 第35話「楽しくなければクイズじゃない!」（1982年、CX / 東映） - 司会者
- 同心暁蘭之介 第34話「怨みの錦絵」（1982年、CX / 杉友プロ）
- メタルヒーローシリーズ（ANB / 東映）
  - 宇宙刑事ギャバン 第39話「学校から帰ったら ぼくの家はマクー基地」（1983年） - 山口
  - 巨獣特捜ジャスピオン 第21話「熱球少年が投げる時速160kmの勇気」（1985年）
  - 時空戦士スピルバン 第5話「惑星よりも遠い… 姉・そして弟」（1986年） - エンゼル牧場オーナー
- 大江戸捜査網 第637話「狙撃! 姉様人形は血の匂い」（1984年、TX / 三船プロ） - 千葉
- 連続テレビ小説 / おしん（1984年、NHK）
- 星雲仮面マシンマン 第8話「野球少年の秘密」（1984年、NTV / 東映）
- 人妻捜査官 第2話「疑惑!?美人妻の集る喫茶店」（1984年、ABC / テレパック）
- 新・大江戸捜査網 第9話「鈴の音は女の涙唄」（1984年、TX / ヴァンフィル） - 松尾左内
- ニュードキュメンタリードラマ昭和 松本清張事件にせまる 第17話「阿部定のゆくえ」（1984年、ANB / 国際放映）
- すみれさんが行く（1985年3月25日、NHK） - 事務員
- ザ・ハングマン4 第24話「落ちこぼれ小学生が密売組織と勝負する!」（1985年、ABC / 松竹） - 大伸進学塾講師
- 愛の劇場 / 娘が愛した人は（1985年、TBS）
- 私鉄沿線97分署（1985年、ANB / 国際放映）
  - 第16話「ヘルプ! 身代金を集めて!!」 - 音響センター技師 ※ノンクレジット
  - 第35話「子連れ詐欺師でエキサイト」  - 清水仁
- 女ふたり捜査官 第5話「不倫で稼ぐ美人家庭教師」（1986年、ABC / テレパック）
- どうぶつ通り夢ランド 第19話「猫は知っていた! 少女の秘密」（1987年、ANB）
- ジャングル 第15話「逮捕! 爆破魔」（1987年7月3日、NTV / 東宝） - 木本
- あぶない刑事 第42話「恐怖」（1987年7月26日、NTV / セントラル・アーツ） - 倉中保
- NEWジャングル 第22話「イヤな予感」（1988年、NTV / 東宝）
- ドラマ女の四季 / 150歳の思春期!?（1988年、TX）
- 銀河テレビ小説 / お父さん入門（1988年、NHK）
- さすらい刑事旅情編（ANB / 東映）
  - 第1シリーズ 第15話「夜の横須賀線・黙秘する人妻」（1989年）
  - 第6シリーズ 第19話「白いコートの女の殺意・就職難が招く殺意」（1994年）
- はぐれ刑事純情派 第2シリーズ 第9話「父を見殺しにされた娘」（1989年、ANB / 東映）
- 犬神家の一族（1990年、ANB / にっかつ撮影所）
- 刑事貴族 第1話「その時、狼は目覚めた」（1990年、NTV / 東宝）
- 都会の森 第1話「いざ! 初法廷」（1990年、TBS / 木下プロ）
- 世にも奇妙な物語（1990年、CX）
  - 「死ぬほど好き」
  - 「配達されない手紙」
- それでも家を買いました（1991年、TBS）- 新田課長
- 外科病棟 女医の事件ファイル 第9話「みちのく同窓会ツアー殺人! 襲われた不倫妻」（1991年、ANB / にっかつ撮影所）
- 刑事貴族3（1992年、NTV / 東宝）
  - 第1話「9人の優しい日本人」
  - 第25話「湖の記憶」
- NIGHT HEAD 第4話「AWAKENINGS（覚醒）」（1992年、CX / 共同テレビ）
- ラブストーリーを君に'92（1992年、ANB）
- ホテルドクター（1993年、ABC / 総合ビジョン）
- ラスト・フレンド（1993年、THK）
- 女系家族（1994年、TX）
- 29歳のクリスマス（1994年、CX / 共同テレビ）
- 奇跡のロマンス（1996年、NTV）
- はみだし刑事情熱系 第9話「逆転犯罪喪服の女」（1996年12月11日、ANB / 東映） - 田村雄二
- 事件・市民の判決（1996年、TX）
- 踊る大捜査線 第10話「凶弾・雨に消えた刑事の涙」（1997年3月11日、CX） - 警察庁刑事局監察官
- それが答えだ!（1997年、CX / 共同テレビ）
- 家政婦は見た!（1997年） ‐ 山根医師
- 大岡越前 第15部 第2話「殺しを見ていたお茶道具」（1998年8月31日、TBS / C.A.L） - 善助
- ブースカ! ブースカ!!（2000年、TX / 円谷プロ） - 長瀬
  - 第32話「オー! ゴージャス姉妹」
  - 第33話「ブースカの恋人?」
  - 第35話「カモスケのピカマル大作戦」
- 世直し順庵!人情剣（2005年、ANB / 東映）

#### 2時間ドラマ
- 土曜ドラマ / 松本清張シリーズ・愛の断層（1975年、NHK） - 銀行員 役
- 火曜サスペンス劇場（NTV）
  - 松本清張の知られざる動機（1983年） - 徳永 役
  - 奥能登殺人遊戯（1985年）
  - 松本清張スペシャル・やさしい地方（1988年） - 萩山和夫 役
  - 狙われて（1989年）
  - 完全犯罪研究室（1990年）
  - 刑事・鬼貫八郎(3)完全犯罪（1994年）
  - 警視庁鑑識課(2) 指紋、鏡の破片、血染めの貝殻（1996年）
  - 追跡
    - (2) 家出少女と現金強奪犯の不思議な3日間（1997年）
    - (5) 女子寮荒らしで逮捕した下着ドロ常習男に反応を示さない失格?警察犬（1999年）
    - (6) コンビニ強盗殺人犯が遺した花片の謎?（1999年）

  - 転勤判事(2) 鬼怒川沿いの山道で襲われた夫婦…男と女の間には深くて暗い河がある（1998年） - 三沢 役
  - 女監察医・室生亜季子(24) 死因に異議あり（1998年）
  - 救急指定病院(8) 糖尿病の老婦人の点滴にインシュリンを混入した悪意の影（1998年）
  - 1998年殺人捜査（1998年） - 川島 役
  - 弁護士・朝日岳之助
    - (12) 殺意のささやき（1999年）
    - (13) 温情捜査（1999年）
    - (14) 再審（1999年）
    - (21) 空白の時間（2004年）
- 土曜ワイド劇場（ANB〜EX）
  - 女弁護士 朝吹里矢子(9) 相続欠落の謎（1987年）
  - 家政婦は見た!
    - (7) 華麗な一族の妖しい秘密（1989年）
    - (21) 大財閥デパート王の表と裏の二つの顔!（2003年）
    - (23) 正義派弁護士おしどり夫婦に衝撃の秘密が…（2004年）

  - 新・女弁護士 朝吹里矢子(1) 夢の告発（1994年）
  - タクシードライバーの推理日誌(6) 再会した女（1995年）
  - 森村誠一の終着駅シリーズ(8) 窓（1998年）
  - 混浴露天風呂連続殺人(20) 世紀末! リストラ刑事とパラパラ温泉ギャル（2000年）
  - 大惨事 ツアーバス転落!（2001年）
  - 少年被疑者（2002年）
  - 女警察署長・美佐子（2003年）
  - 犬は見た!（2008年）
- 女と愛とミステリー
  - 「小早川警視正シリーズ1」（2002年） ‐ 新門寿久 役
  - 「篝警部補の事件簿1」（2003年）- 山田巡査部長 役